# گروه ال‌اس‌جی
گروه ال‌اس‌جی (انگلیسی: LSG Group) شرکت خدمات غذایی آلمانی است، که در سال ۱۹۴۲ تأسیس شد.